# Mbale Heroes Football Club
Maillots
Mbale Heroes Football Club est un club ougandais de football basé à Mbale, dans le sud-est du pays. Fondé au début des années 1970, il compte à son palmarès deux Coupe d'Ouganda.

## Historique
- 1975 : Formé sous le nom de Gangama United au début des années 1970[2], le club découvre le plus haut niveau national lors de la saison 1975. L'absence de système de promotion-relégation sauve le club puisqu'il termine à l'avant-dernière place du classement. Il reste trois saisons parmi l'élite.
- 1976 : Le club remporte son premier trophée national, la Coupe d'Ouganda, en battant en finale Coffee SC.
- 1977 : Première apparition du club en compétition africaine. Engagé en Coupe des Coupes, il s'incline dès son entrée en lice face au club malawite du Bata Bullets.
- 1993 : Alors en deuxième division, Mbale Heroes parvient à atteindre la finale de la Coupe d'Ouganda. Il chute face à Kampala City Council
- 1995 : Un an après une nouvelle montée en D1, le club change de nom, à la suite de sa fusion avec l'équipe de Dairy Corp Kampala, pensionnaire de première division entre 1993 et 1995. La nouvelle entité prend le nom de Mbale-Dairy Heroes avant de devenir en 1998 Dairy Heroes.
- 1999 : Deuxième succès en Coupe d'Ouganda. Le trophée est remporté après la finale, gagnée face à Lyantonde FC, club de division inférieure. De plus, Mbale Heroes réussit la même saison sa meilleure performance en championnat, en terminant à la 5e place du classement final.
- 2000 : Deuxième et dernière apparition du club en compétition internationale. Grâce à sa victoire en Coupe, il s'engage en Coupe des Coupes 2000. L'aventure africaine s'achève dès le premier tour, avec une élimination par les Soudanais d'Al Merreikh Omdurman (défaites 2-1 et 2-0).
- 2007 : Dernière apparition de l'équipe en première division. A peine remonté la saison précédente, le club retrouve la seconde division après une saison 2006-2007 complètement manquée.

## Palmarès
- Coupe d'Ouganda (2) 
  - Vainqueur en 1976 et 1999
  - Finaliste en 1993